# Truth Serum
Truth Serum é o extended play (EP) de estreia da cantora sueca Tove Lo. Foi lançada na Suécia via download digital em 3 de março de 2014. O EP inclui canções como "Habits" e "Out of Mind". O EP conseguiu a 13ª posição no Swedish Albums Chart.

## Singles
- "Love Ballad" foi lançado como single em 15 de outubro de 2012. "Out of Mind" foi lançado como o segundo single do EP em 16 de outubro de 2013. "Habits (Stay High)" foi lançado como o terceiro single do EP em 6 de dezembro de 2013. A canção atingiu o pico de número 10 na parada de singles dinamarquês. Ela ainda atingiu o pico de número 6 no UK Singles Chart.

## Estilo de escrita
O estilo de escrita de Tove é influenciado por suas próprias experiências de vida. O álbum é uma história de um relacionamento que ela teve do começo ao fim. Das elevações como ouvidas em "Not On Drugs" para os pontos baixos em "Habits (Stay High)", entrelaçando a experiência como para ser ouvida como um todo.

## Lista de faixas
| edição Internacional |                                            |         |  |
| N.º                  | Título                                     | Duração |  |
| 1.                   | "Not On Drugs"                             | 3:02    |  |
| 2.                   | "Paradise"                                 | 3:04    |  |
| 3.                   | "Over"                                     | 3:44    |  |
| 4.                   | "Habits"                                   | 3:29    |  |
| 5.                   | "Out of Mind"                              | 3:09    |  |
| 6.                   | "Habits (Stay High)" (Oliver Nelson Remix) | 4:18    |  |
| Duração total:       | Duração total:                             | 20:06   |  |

| edição Sueca   |                                            |         |  |
| N.º            | Título                                     | Duração |  |
| 1.             | "Love Ballad"                              | 3:28    |  |
| 2.             | "Not On Drugs"                             | 3:02    |  |
| 3.             | "Paradise"                                 | 3:04    |  |
| 4.             | "Over"                                     | 3:44    |  |
| 5.             | "Habits (Stay High)"                       | 3:29    |  |
| 6.             | "Out of Mind"                              | 3:09    |  |
| 7.             | "Habits (Stay High)" (Oliver Nelson Remix) | 4:18    |  |
| Duração total: | Duração total:                             | 24:14   |  |

| Setembro de 2014 / Re-lançamento |                                            |         |  |
| N.º                              | Título                                     | Duração |  |
| 1.                               | "Paradise"                                 | 3:04    |  |
| 2.                               | "Over"                                     | 3:44    |  |
| 3.                               | "Habits (Stay High)" (Oliver Nelson Remix) | 4:10    |  |
| 4.                               | "Out of Mind"                              | 3:09    |  |
| Duração total:                   | Duração total:                             | 14:10   |  |

## Créditos
Lista-se abaixo os profissionais envolvidos na elaboração de Truth Serum adaptado pelo Allmusic.
- Tove Lo - compositora, artista principal
- Robin Fredriksson - compositor
- Jason Gill - compositor
- Sabotage Hippie - artista principal
- Jakob Jerlström - compositor
- Mattias Larsson - compositor
- Alx Reuterskiöld - compositor
- Mike Riley - compositor
- Ludvig Söderberg - compositor
- Elliot Wilkins - compositor

## Desempenho nas tabelas musicais

### Charts
| Tabela musical (2014)                      | Melhor posição |
| ------------------------------------------ | -------------- |
| Austrália (ARIA Albums)                    | 99             |
| Austrália (ARIA Hitseeker Albums)          | 1              |
| Finlândia (Suomen virallinen lista)        | 48             |
| Noruega (VG-lista)                         | 9              |
| Suécia (Sverigetopplistan)                 | 13             |
| Estados Unidos (Billboard Top Heatseekers) | 13             |